# 不浄観
不浄観（ふじょうかん, 巴: Paṭikkūlamanasikāra）とは、仏教において、身体の不浄さを観ずる行法の一つ。
様々な形式があるが、一般的には、自身や他者の生きた身体が腐敗・白骨化していく様を観想し、そこへの執着を断つことを基本とする。他にも多くの瞑想および修業方法が存在する。
この精神は仏教の八戒である不淫（原則的に性行為を断つ法則）にも適するものでもある。
九相図は、これを図画化したものである。